# 靜塞軍節度使
靜塞軍節度使，五代十国的节度使，治所在代州（今山西省代县）。
唐僖宗中和二年（882年），设立雁门节度使，驻代州（今山西省代县），下辖云州（今山西省大同市）、朔州（今山西省朔州市）、蔚州（今河北省蔚县）、忻州（今山西省忻州市）。领左神策军，天宁镇遏观察使。中和三年（883年），改为代北节度使。光启元年（885年）改为云中节度使。唐昭宗大顺元年（890年），改为云州防御使。天祐十二年（915年），再在云州设置大同军节度使，下辖云州、蔚州、应州（今山西省应县）。代州一直属于河东节度使。后周显德元年五月，北汉代州防御使郑处谦归顺后周，周世宗以他为靜塞軍節度使，下辖代州。不久，郑处谦被杀，代州复归北汉。北汉在代州设雁门节度使，刘继文曾经担任雁门节度使。刘继元时，杨业担任建雄军节度使，顾祖禹认为驻在代州。